# 懷俄明州學院和大學列表
以下是懷俄明州目前运营的公立和私立高等教育机构列表。
 公立 
- 卡斯柏學院 (Casper College)
- 中央懷俄明學院 (Central Wyoming College)
- 東懷俄明學院 (Eastern Wyoming College)
- 西北學院 (Northwest College)
- 懷俄明大學（University of Wyoming）
- 懷俄明天主教學院 (Wyoming Catholic College)